# Грін (округ, Міссурі)
Шаблон:StateAbbr_ 37°16′ пн. ш. 93°20′ зх. д. / 37.26° пн. ш. 93.34° зх. д.
Округ Грін (англ. Greene County) — округ у штаті Міссурі, США. Адміністративний центр округу — місто Спрингфілд.
Площа округу — 1748.2 км². Округ Грін засновано у 1833 році. Ідентифікатор округу 29077.

## Клімат
В окрузі Грін вологий континентальний клімат. Протягом року випадає значна кількість опадів. Навіть під час самого посушливого місяця січня, випадає багато опадів. Середньорічна температура в окрузі Грін — 13.0 °C. Випадає близько 1086 мм опадів на рік. Більша частина опадів випадає у травні, в середньому 120 мм. Найтепліший місяць року — липень з середньою температурою 25.2 °C.

## Історія
Округ утворений 1833 року.

## Демографія
За даними перепису
2000 року
загальне населення округу становило 240391 осіб, зокрема міського населення було 197233, а сільського — 43158.
Серед мешканців округу чоловіків було 116703, а жінок — 123688. В окрузі було 97859 домогосподарств, 61837 родин, які мешкали в 104517 будинках.
Середній розмір родини становив 2,89.
Віковий розподіл населення поданий у таблиці:
| Стать    | До 15 років | 15-21 | 22-29 | 30-39 | 40-49 | 50-65 | 65-85 | Понад 85 |
| -------- | ----------- | ----- | ----- | ----- | ----- | ----- | ----- | -------- |
| Чоловіки | 22906       | 14443 | 15343 | 17060 | 16952 | 17054 | 11720 | 1225     |
| Жінки    | 21487       | 15316 | 14425 | 16594 | 17768 | 18375 | 16393 | 3330     |

## Суміжні округи
- Полк — північ
- Даллас — північний схід
- Вебстер — схід
- Крістіан — південь
- Лоуренс — південний захід
- Дейд — північний захід